# Gandalf (Musiker)

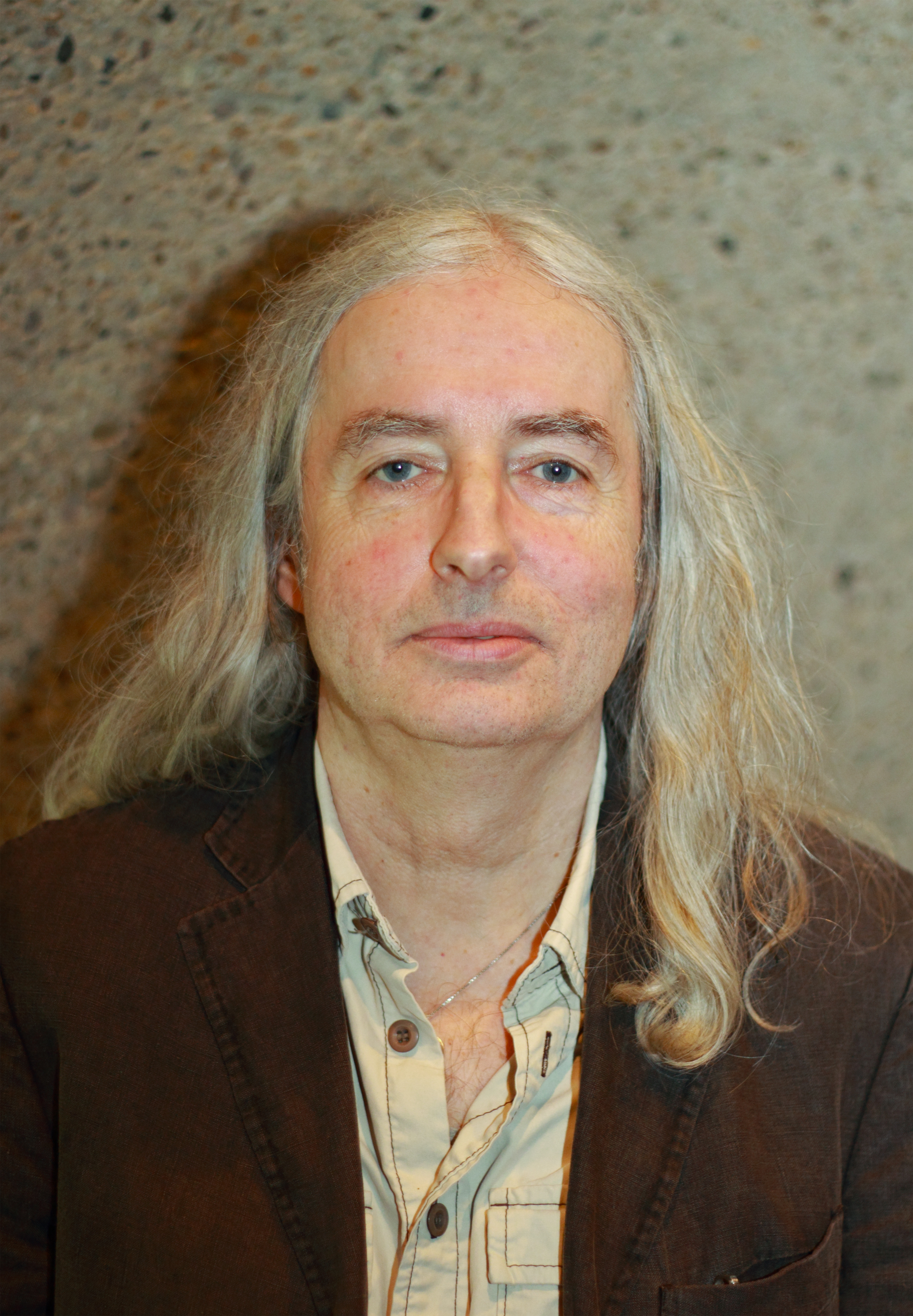
Heinz Strobl (2012)

Gandalf (eigentlich Heinz Strobl; * 4. Dezember 1952 in Pressbaum, Niederösterreich) ist ein österreichischer Multiinstrumentalist, Komponist und Produzent.

## Leben
Gandalf arbeitete ursprünglich als Servicetechniker am Flughafen Wien, überwiegend in den Bereichen Funk, Radar und Navigation.
Mit 14 Jahren brachte er sich als Autodidakt zunächst das Gitarrenspiel bei, mit 24 das Klavierspiel. In den 1970er Jahren hat er zunächst in diversen Progressive-Rock-Bands gespielt. Zu diesem Zeitpunkt hatte Gandalf bereits seine eigenen musikalischen Visionen, die er jedoch mit einer herkömmlichen Band nicht realisieren konnte. So begann er Mitte dieses Jahrzehnts in seinem kleinen Heimstudio eigene Aufnahmen zu produzieren, wobei er alle Instrumente selbst spielte. Es entstand sein Debütalbum Journey to an Imaginary Land, welches 1981 veröffentlicht wurde.
Inspiriert von der Lektüre Tolkiens verwendete Strobl seit den frühen 1980er Jahren auch das Pseudonym „Gandalf“.
Gandalf war zunächst ein typischer Vertreter der elektronischen New-Age-Musik. Seine Produktionen wurden anfangs hauptsächlich außerhalb Österreichs veröffentlicht und er bereiste zahlreiche Länder unter anderem Indien und Brasilien. In den USA wurde seine Musik regelmäßig auf vielen Radiosendern gespielt. Seit Anfang der 2000er Jahre löste er sich mehr und mehr von der elektronischen Musik und setzte vermehrt auf akustische Instrumente. Seit 2003 erscheinen viele seiner Alben auf dem kalifornischen Label RealMusic.
Gandalf spielt viele verschiedene Instrumente selbst (akustische und elektrische Gitarren, Sitar, Saz, Charango, Bouzouki, Balaphon (afrikan. Xylophon), Piano, Synthesizer, div. Keyboards und Percussion). Weitere Musiker, die an seinen Alben oder bei Live-Auftritten mitwirkten oder mitwirken: Peter Aschenbrenner (Flöte), Emily Burridge (Cello), Merike Hilmar (Cello), Christian Strobl (Percussion).
Im Januar 2013 wurde Gandalf anlässlich seines 60. Geburtstages für seine Verdienste für das Ansehen der Stadtgemeinde Pressbaum und der Wienerwaldregion mit dem „Goldenen Ehrenzeichen“ der Stadtgemeinde Pressbaum ausgezeichnet.

## Diskografie
- 1981: Journey to an Imaginary Land
- 1982: Visions
- 1983: To Another Horizon
- 1983: More than Just a Seagull
- 1984: Magic Theatre
- 1985: Tale from a Long Forgotten Kingdom
- 1987: The Universal Play
- 1987: From Source to Sea
- 1987: Fantasia – The Best of (Best of der Warner/Wea Alben 1981 – 1985)
- 1989: Invisible Power
- 1989: On Wings (Gandalf & Friends) (Best-Of-CD der Gandalf Produktionen für sein Seagull Label)
- 1990: Labyrinth (Soundtrack)
- 1990: Symphonic Landscapes (mit dem Orchester der Vereinigten Bühnen Wien)
- 1991: Reflection (1986–1990) (auch „Masterworks“ Best of der CBS Alben von 1986 – 1990)
- 1992: Gallery of Dreams (mit Gastmusiker Steve Hackett von Genesis)
- 1992: The Stones of Wisdom
- 1994: To Our Children’s Children
- 1994: Colours of the Earth
- 1995: Echoes From Ancient Dreams
- 1995: Magical Voyage (Best of der Sony/Columbia Alben 1986 – 1993)
- 1996: The Shining
- 1996: Gates to Secret Realities
- 1997: Under Infinite Skies (Best-Of-CD aus Italien) New Sounds Media
- 1997: Barakaya: Trees Water Life
- 1999: Into the Light
- 1999: Samsara
- 2000: Reiki-Healing Light (Best-Of-CD zur Entspannung/Reiki Arbeit)
- 2000: Visions 2001 (2CD incl. CD1:New Album 2001, CD2: Best Of 20 Years incl. Rarities, Unreleased Songs and Special Live Performances)
- 2002: The Fountain of Secrets
- 2003: Between Earth and Sky
- 2004: Colors of a New Dawn
- 2005: Der Prophet (Musik von Gandalf und Texte von Khalil Gibran)
- 2006: Sacred River
- 2007: Lotus Land
- 2007: Gandalf-L`essentiel (Best of vermutlich Frankreich Vox Terrae, Best of der RealMusic Alben)
- 2008: Live in Vienna
- 2009: Sanctuary
- 2011: Erdenklang und Sternentanz
- 2012: Gallery of Dreams + Live!
- 2013: Dreamweaver
- 2014/2015: Frame by Frame
- 2014: The Prophet (Instrumental Edition – nur Musik) (als Japan-Import auf CD erhältlich)
- 2015: Enchanted Keys (nur Download – Collection/Best)
- 2016: All is one – One is all
- 2017: 35 Years Live (Recording from the Live Concert in the Wiener Konzerthaus 24th November 2016) (als Japan-Import erhältlich)
- 2020: Secret Sarai
- 2023: Eartheana
- 2024: A Light from Afar

Kollaborationen:
- Secret Power of Taichi von Robert Julian Horky (Mitwirkung auf E-Gitarre)
- Forms Of Life von Mako (produziert von Gandalf)
- Pacific Paradise von Tom Wave (Mitwirkung und Produktion von Gandalf)
- Sapphire von Sandy de Larny (produziert von Gandalf)
- Drachenreise (2015) von Lambert Ringlage (Mitwirkung auf E-Gitarre)
- Auramony (1996) von Lanvall (Mitwirkung von Gandalf auf Sitar/klassischer Gitarre)

Spezielle Versionen von Musikstücken:
- 1989: Invisible Power (Extended Groove Mix) CBS auf Maxi-Single 12"
- 1996: The Calm Before the Storm (Instrumental Version von „Die Ruhe vor dem Sturm“ aus der Compilation Danke Danzer)

## Publikationen
- Erdenklang + Sternentanz. Aus der Partitur meiner Lebenssinfonie, Styria Books (Wien, Graz, Klagenfurt) 2011, ISBN 978-3-222-13330-5
- Die Seelenharfe. Eine Lebensparabel, Edition Ausblick (Wien) 2014, ISBN 978-3-903798-04-5.